# Bon Zohreh
Bon Zohreh (persiska: بُن زُهرِه) är en ort i Iran.   Den ligger i provinsen Qazvin, i den nordvästra delen av landet, 200 km nordväst om huvudstaden Teheran. Bon Zohreh ligger 828 meter över havet och antalet invånare är 270.
Terrängen runt Bon Zohreh är lite bergig. Runt Bon Zohreh är det ganska glesbefolkat, med 29 invånare per kvadratkilometer. Närmaste större samhälle är Lowshān, 12,2 km norr om Bon Zohreh. Trakten runt Bon Zohreh består i huvudsak av gräsmarker.